# María Luz Navarro Mayor
María Luz Navarro Mayor (Sòria, 8 d'abril de 1918 - Madrid, 2014) va ser conservadora del Museu Arqueològic Nacional des de l'any 1965 fins al 1985, en què es jubilà. Abans havia estat directora del Museu Arqueològic de Girona i per un curt període va exercir com a Conservadora també en el Museu Etnològic Nacional. També va ser professora agregada de llatí en diversos centres públics d'Ensenyament Mitjà.

## Biografia
Nascuda a la ciutat de Sòria el 8 d'abril de 1918, de pare industrial i mare mestra, va començar els estudis universitaris el 1932 a la Facultat de Filosofia i Lletres, especialitat d'Història Antiga, de la Universitat Complutense de Madrid, allotjant-se a la Residencia de Señoritas del carrer de Fortuny, fundada i dirigida per la pedagoga María de Maeztu, en estreta col·laboració amb la Institució Lliure d'Ensenyament. Però va haver d'interrompre els estudis universitaris durant la Guerra Civil, que reprendria en acabar aquesta, per assolir la llicenciatura el 1940.
El 1944 va aprovar l'oposició al Cos de Professors Agregats d'Institut com a professora de llatí, i el 1945 la del Cos Facultatiu d'Arxius, Bibliotecaris i Arqueòlegs, any en què va obtenir la seva primera destinació com a conservadora i Directora del Museu Arqueològic de Girona, on va organitzar l'exposició de les seves col·leccions, i com a professora d'institut, llocs en els quals va romandre fins a l'any 1947.
Des d'aquest any fins a 1960 es va mantenir en situació d'excedència voluntària del Cos Facultatiu de Museus per motius familiars, encara que va continuar exercint com a professora d'Institut a Sòria. El 1965, després d'una breu estada a l'Etnològic de Madrid, en què va consolidar-ne la remodelació, va reingressar en el Museu Arqueològic Nacional, on va exercir diversos càrrecs com a conservadora -a la Secció de Prehistòria, al Gabinet Fotogràfic...- l'últim dels quals com a responsable del Gabinet Numismàtic, els fons del qual obrí a la investigació.

## Obra
- Navarro Mayor, M. L. (1945). «El Museo Arqueológico de Gerona». Memorias de los Museos Arqueológicos Provinciales.
- Navarro Mayor, M. L. (1945). «La jamba esculpida de Ampurias, del Museo Arqueológico de Gerona». Memorias de los Museos Arqueológicos Provinciales.